# 永守重信
永守 重信（ながもり しげのぶ、1944年8月28日 - ）は、日本の実業家。ニデック株式会社の創業者・代表取締役会長兼最高経営責任者。
長男はレック株式会社代表取締役社長の永守貴樹。次男は、エルステッドインターナショナルの代表取締役社長・永守知博。

## 経歴
1944年8月28日、京都府乙訓郡向日町（現在の向日市）において、6人兄弟の末っ子として誕生。
1963年3月、京都市立洛陽工業高等学校を卒業。
1967年3月、職業訓練大学校（現在の職業能力開発総合大学校）電気科を首席の学業成績で卒業。
音響機器制作会社ティアックに就職後、山科精器取締役の経歴を経て、ティアックの持ち株を元に、1973年7月、28歳で日本電産（現ニデック）を創業する。社長を含めて3人での創業であった。以後、日本電産代表取締役社長兼最高経営責任者（CEO）として、同社を日本を代表する小型モーター製造会社に育て、モーター事業において、世界トップ・シェアの業績を誇る世界的な大企業に育て上げた。
2014年6月、ソフトバンクグループ社外取締役に就任。
2014年10月、日本電産（現ニデック）代表取締役兼最高経営責任者（CEO）に就任。
2014年1月、日本経済新聞社が実施した「平成の名経営者ランキング」において第1位となる。
2014年11月17日に発刊された『日経ビジネス』誌において、発表された「社長が選ぶベスト社長」ランキングにおいて第1位を獲得。
2014年12月、永守財団を設立し、永守賞を創設。
2017年9月30日、ソフトバンクグループ社外取締役を退任。
2018年3月、京都学園大学（現・京都先端科学大学）理事長に就任。
2018年8月、郷里の向日市へ市民会館を新築して寄付することを表明。名称は「永守重信市民会館」で、工費は約32億円。同会館は2023年2月8日にオープンした。
2022年4月、日本電産（現ニデック）の代表取締役会長兼最高経営責任者（CEO）に復帰。

## 経営指針
優秀な技術を持つが経営不振に陥った企業を次々買収し、子会社化して再建させることで知られており、「買収王」との異名を持つ。個人で筆頭株主となり、会長にも就任して、経営不振に陥った企業の再建を行う。ニデックグループ内には、3Q6Sを行う組織が存在する。6Sは製造業でよく使われる5Sに「作法」を加えたもの、3QはQuality Worker／Company／Products。
「情熱、熱意、執念」「知的ハードワーキング」「すぐやる、必ずやる、できるまでやる」の三つを経営哲学としている。また、ニデック創業時に「同族会社にしない」「下請けはやらない」「世界に君臨する企業を目指す」という経営理念を掲げており、それを実践している。
インタビューなどでは「仕事が一番楽しい」と答え、1日16時間（余暇と睡眠で合計8時間のみ）、年間365日、元日の午前を除いて働くという。これは「他人の2倍働いて成功しないことはない、倍働け」「絶対に楽してもうけたらあかん」といった、母親からの教えによる。しかしM&Aで傘下に収めるなどした海外企業での見聞を通じて、生産性を重視する方向へ考え方を変え、2016年には将来の残業ゼロを目指すことを宣言した。
ニデックの売上高・利益を成長させる戦略自体には変わりはなく、2015年に発表した中期戦略目標（Vision 2020）では売上高を2兆円に増やすことを盛り込んだ。2017年の記者会見では「2030年度に連結売上高10兆円」という構想を語った。

## 人物
- 1978年、日本電産（現ニデック）が倒産危機に陥った時、「困ったときの神頼み」で京都の九頭竜大社の神主に鑑定を受けると、運命は来年の節分に変わるから経営を継続するようにと助言された。翌年の節分に、IBMからの大量注文が入り、倒産の危機を乗り越えて急成長していった、と新聞のインタビューで述べている[12]。なお現在、九頭竜大社では鑑定は行っていない。
- ニデック創業期には会社の規模も小さく、新入社員採用試験として「大声試験」「早飯試験」「マラソン試験」「試験会場先着順」「留年組専用試験」など独自の試験を実施したことがある[13]。
- 前述の通り、M&Aによる企業拡大を得意としているが、東洋電機製造やルネサスエレクトロニクスのように、買収相手企業やその取引先企業などからの猛反発を受けて断念したこともある[7][14]。
- 2020年に『日経スペシャル カンブリア宮殿』出演時の発言内容が起因となり批判を受けた[15]。
- 2022年10月24日、 同氏のインサイダー疑惑について報じた東洋経済オンラインの報道に虚偽があり名誉を毀損しているとして、日本電産は運営元の東洋経済新報社と記者、執筆者を提訴[16]。2025年7月に原告勝訴が確定した[17]。
- 親交のあるソフトバンク創業者の孫正義、ユニクロ創業者の柳井正と併せて自らを「ほらふき三兄弟」と定義している。

### ハードワーク
永守は自書にてハードワークについて語っており、自社の基盤としており、創業から参加した1人は風邪で40度近い熱があろうが、午前3時・4時まで残業をしようが定刻までに出勤し、事故で足を骨折した時も松葉杖を突いて出勤したという。
永守は自書にて「学生時代に最も憧れていたのはアウトローを牛耳るヤクザの親分」と語っており、暴言とも取れるようなこき下ろしが功を奏する場合もあると語っている。幹部の書類・図面の出来が悪かった時に本人と皆が見ている前で破り捨て「部屋が汚れたので綺麗にしておいてくれ」と言って部屋を出て行ったことがあったという。社員にも事ある毎に怒鳴り、叱りつけてきたといい、中途半端にやらずに相手を震え上がらせ、もうこれ以上怒鳴ったり叱ったりすると夜道で後ろからナイフで刺されるのではないかという極限までやったという。京都駅構内で大声で怒鳴ったり、取引先に連れていって叱ったこともあり、机を思い切り叩くのは日常茶飯事で、花瓶を床に叩きつけて割ったり、近くにある物を蹴飛ばして壊していたという。

### 学歴主義・偏差値教育への批判
永守は、学歴など固定観念に囚われると人を動かせずに多くの人材をダメにしてしまうと語っており、日本の偏差値に偏重した教育を批判しており、若者を駄目にしているという。大学教育を根底から変えると宣言をしているとされている。ニデックではキャリア・年齢・学歴は採用基準に関係がないと語っており、ニデックでは採用は学歴が基準ではなく成績も参考程度で重視していなく、能力・実力一辺倒の人事考課制度を採用している。またエリート学生を不採用にしても落ちこぼれや留年学生を採用しているとされている。
学問以外に情熱を注ぎ込んだ学生は、漫然と通学してそこそこの成績で卒業した学生よりも余程魅力があり、磨けば光り輝く可能性があるという。エリートばかりの組織は既成事実ができると時代が変化しても変革しようとする意欲が乏しく、エリート集団は失敗を経験したことがない連中が集まっているため何か起こった時に自分が矢面に立とうとせず、保身に回る傾向が強いというが、落ちこぼれは何度も失敗を経験しているため打たれ強く開き直ることができるという。超エリートは役に立たないと言う経営者の話をよく耳にし、同感しているという。学校で1番を通してきた人間はこれまでが成功の連続だったために少しの失敗も耐えられないことが多く、競争には強いが精神的には脆いといい、ライバルには勝てるが自分自身には克てないという結果になりやすいという。エリートは「皆から好かれよう」「嫌われたくない」という意識が強く、他人の目・評価を気にし過ぎて大胆になれないといい、多くの反対者を押し切り、これまでのやり方を変えていこうという気持ちになりにくいという。

## M&A戦略
「買収する相手は、（モーターなど）回るもの、動くものに関わる事業のみ」、「交渉は相手が納得するまで行う」、「買収した会社は絶対に切り売りしない」、「買収後、リストラは一切しない」。

## 発言
- 私は「一番以外はビリだ」と思って生きてきました。二番でもいいなんていう考え方は駄目です。それから、異端者を評価しない会社も問題です。ちょっと変わった人間が世の中にないものを生み出している。
- 今日のことは今日やる。「今月は無理だ。来月やります」で、一年のうち1か月がなくなってしまうから、達成率が80%となってしまう。しかし、使うほうのお金は100%使っているから、赤字になる。
- 「ノー」の連発からは何も生まれない。「すぐやる」「必ずやる」「出来るまでやる」という、常に前向きな姿勢を持ってこそ、すばらしい成果が待っている。
- 休みたいなら辞めれば良い。
- 3Q・6S

## 著書

### 単書
- 『技術ベンチャー社長が書いた体あたり財務戦略 財務を制するものはベンチャーを制する』ジャテック出版 ISBN 978-4880440460（1986年8月25日出版）
- 『奇跡の人材育成法 どんな社員も「一流」にしてしまう』PHP研究所 ISBN 9784569212555（1984年3月1日出版）
  - 『奇跡の人材育成法 どんな社員も「一流」にしてしまう』PHP研究所 PHP文庫 ISBN 978-4569562117（1989年7月17日出版）
  - 新装版『奇跡の人材育成法』PHP研究所 ISBN 978-4569702209（2008年8月7日出版）
- 『「人を動かす人」になれ! すぐやる、必ずやる、出来るまでやる』三笠書房 ISBN 978-4837917687（2000年1月22日出版）
  - 『「人を動かす人」になれ! すぐやる、必ずやる、出来るまでやる』三笠書房 ISBN 9784837927907（2019年7月11日出版）
- 『情熱・熱意・執念の経営 すぐやる! 必ずやる! 出来るまでやる!』PHP研究所 ISBN 978-4569640303（2005年3月16日出版）
- 『成し遂げる力』サンマーク出版 ISBN 9784763139313（2021年1月22日出版）
- 『永守流 経営とお金の原則』日経BP社/日経BPマーケティング ISBN 9784296000548（2022年1月6日出版）
- 『人生をひらく 困難に打ち勝つための原理原則50』PHP研究所 ISBN 9784569852713（2022年7月12日出版）
- 『大学で何を学ぶか カリスマ経営者が語る「これからの時代を生きる君たちへ」』小学館 小学館新書 ISBN 9784098254347（2022年9月29日出版）
- 『運をつかむ』幻冬舎 幻冬舎新書 ISBN 9784344986824（2023年1月20日出版）

### 共著
- 『メカトロニクスのためのDCサーボモータ― 入門からコアレス,ブラシレスモータまで』（共著:見城尚志）総合電子出版社 ISBN 4915449270 ISBN 978-4915449277（1982年6月21日出版）
- 『新・ブラシレスモータ―システム設計の実際』（共著:見城尚志）総合電子出版社 ISBN 978-4915449949（2000年6月1日出版）
- 『私の経営学』（共著:金川千尋・志太勤・飯田亮・米山稔）日本商工経済研究所 ISBN 978-4931218598（2009年3月1日出版）

### 関連書籍
- 『日本電産 永守イズムの挑戦 すぐやる 必ずやる 出来るまでやる』（編者:日本経済新聞社）日本経済新聞社 ISBN 9784532311902（2004年12月3日出版）
- 『日本電産永守重信、世界一への方程式』（著者:田村賢司）日経BP社/日経BPマーケティング ISBN 9784822274283（2013年10月25日出版）
- 『日本電産永守重信社長からのファクス42枚』（著者:川勝宣昭）プレジデント社 ISBN 9784833422062（2016年12月1日出版）
- 『日本電産 永守重信が社員に言い続けた仕事の勝ち方』（著者:田村賢司）日経BP社 ISBN 9784822258962（2017年11月1日出版）
- 『永守重信の人材革命 実践力人材を育てる！』（編者:日経トレンディ）日経BP社 ISBN 9784296106998（2020年9月18日出版）

## テレビ出演
- 日経スペシャル カンブリア宮殿（テレビ東京）
  - 「社員が変わる！会社が伸びる！ ～永守流　正しいM&A～」（2008年5月26日）- 日本電産代表取締役社長・CEOとして出演[26]。
  - 「再建のプロがわが社にやってきた！ ～永守流　利益の出し方教えます～」（2008年6月2日）- 日本電産代表取締役社長・CEOとして出演[27]。
  - 「村上龍×金融危機 スペシャル企画 今、日本は何をすべきか？」（2008年11月10日）- 日本電産社長として出演[28]。
  - ピンチの裏側にはチャンスがある！ コロナ危機を飛躍に変えるレジェンド経営者の挑戦（2020年7月23日）- 日本電産会長として出演[29]。